# Chaumont-le-Bois
Chaumont-le-Bois è un comune francese di 87 abitanti situato nel dipartimento della Côte-d'Or nella regione della Borgogna-Franca Contea.

## Società

### Evoluzione demografica
Abitanti censiti